# Avolitie
Avolitie is een term uit de psychiatrie die verwijst naar het onvermogen om initiatief te nemen of een gebrek aan motivatie om een begonnen taak te voltooien. Vaak is wel de wil om iets te doen aanwezig, maar zijn de wilskracht en vitaliteit hiertoe ontoereikend. In ernstige gevallen kan bij iemand bijvoorbeeld de motivatie ontbreken om een baan te zoeken, voldoende te eten of aandacht te besteden aan zijn persoonlijke verzorging.
Avolitie kan een symptoom zijn van verschillende psychische aandoeningen, maar wordt het meest gezien als 'negatief symptoom' bij schizofrenie. Avolitie is tevens een kenmerk van klinische depressie. Ook het gebruik van bepaalde medicijnen kan avolitie als bijwerking hebben.
Er zijn overeenkomsten met apathie, maar dit duurt in principe korter en is doorgaans niet pathologisch. Als iemand zijn taken wel verricht, maar hieraan geen plezier of genoegen beleeft, wordt dit anhedonie genoemd.